# Hymenophyllum ramosii
Hymenophyllum ramosii är en hinnbräkenväxtart som beskrevs av Edwin Bingham Copeland. Hymenophyllum ramosii ingår i släktet Hymenophyllum och familjen Hymenophyllaceae. Inga underarter finns listade.